# Mark Bernstein
Mark Israilevitj Bernstein (ryska: Марк Израилевич Бернштейн, belarusiska: Марк Ізраілевіч Бернштэйн, svensk transkribering: Bernsjtejn), född 19 augusti 1965 i Minsk, är en belarusisk bloggare och skribent på ryskspråkiga Wikipedia, bosatt i Minsk.
Bernstein fängslades i mars 2022 av den belarusiska säkerhetstjänsten (HUBOPiK), anklagad för att ha brutit mot den ryska lagen om "fejknyheter" i anslutning till hans redigeringar bland annat i "Вторжение России на Украину (2022)", den ryskspråkiga versionen av artikeln, motsvarande "Rysslands invasion av Ukraina 2022", och dömdes den 12 mars till 15 dagars arrest.

## Biografi

### Tidiga år
Mark Bernstein har en examen från Belarusiska nationella tekniska universitetet (BNTU). Han är verksam i Minsk i Belarus.

### Wikipediaskribent
Under perioden 2009 till 2022 var Bernstein en av de 50 mest aktiva skribenterna på ryskspråkiga Wikipedia, med totalt över 200 000 redigeringar.
Bernsteins råd till nya skribenter på Wikipedia har varit att först bemöda sig om att studera och dra lärdomar från strategier och redigeringsmönster från erfarna Wikipedia-skribenter och att vara beredd på att samarbeta med skribenter med annorlunda och även motstridande åsikter. Han såg detta som nödvändiga attityder och åtgärder för att kunna utveckla trovärdiga Wikipedia-artiklar.

### Fängslande 2022
I mars 2022 hävdade några skribenter på ryskspråkiga Wikipedia att artikelnamnet ”Rysslands invasion av Ukraina 2022” (Вторжение России на Украину 2022) var ett brott mot Wikipedias riktlinje om neutralitet. Bernstein anförde att "ryska trupper har invaderat Ukraina. Det är ett faktum, ingen åsikt."
Den 10 mars 2022 publicerades Bernstein personuppgifter av den ryska propagandistkanalen Mrakoborets i en grupp i appen Telegram med anklagelser om att han bröt mot den nyligen antagna ryska lagstiftningen om förbud mot att publicera ”fejknyheter”.
Den 11 mars 2022 greps Bernstein i Minsk av HUBOPiK, det belarusiska Huvuddirektoratet för bekämpande av organiserad brottslighet och korruption. Den regimvänliga gruppen publicerade en video som visade gripandet av Bernstein och anklagade honom för att sprida falsk och antirysk information. Den 12 mars 2022 dömdes han till 15 dagars arrest för "olydnad mot en laglig order eller begäran från en myndighetsrepresentant" enligt artikel 24.3 i Belarus lagstiftning(en).
Bernstein släpptes inte efter 15 dagars arrestering enligt den belarusiska tidningen Nasja Niva(en) den 26 mars 2022, vilken rapporterade att han anklagats för "organisering och förberedelse av handlingar som grovt kränker allmän ordning, eller aktivt deltagande i dem". I ett gemensamt uttalande daterat den 29 mars 2022 från sju människorättsorganisationer som verkar i Belarus, bland annat Vjasna, erkändes han och tolv andra belarusier som politiska fångar.
I en andra fällande dom den 24 juni 2022 fick Bernstein ett villkorligt straff med vissa frihetsbegränsningar under 3 år, för att ha "organiserat och förberett aktiviteter som stör den samhälleliga ordningen". Bernstein förklarade sig icke skyldig till anklagelserna, och åklagarens motivering till åtalet beskrevs som "oklar" av Radio Free Europe/Radio Liberty.